# 白青白旗

ロシアの反戦運動の旗

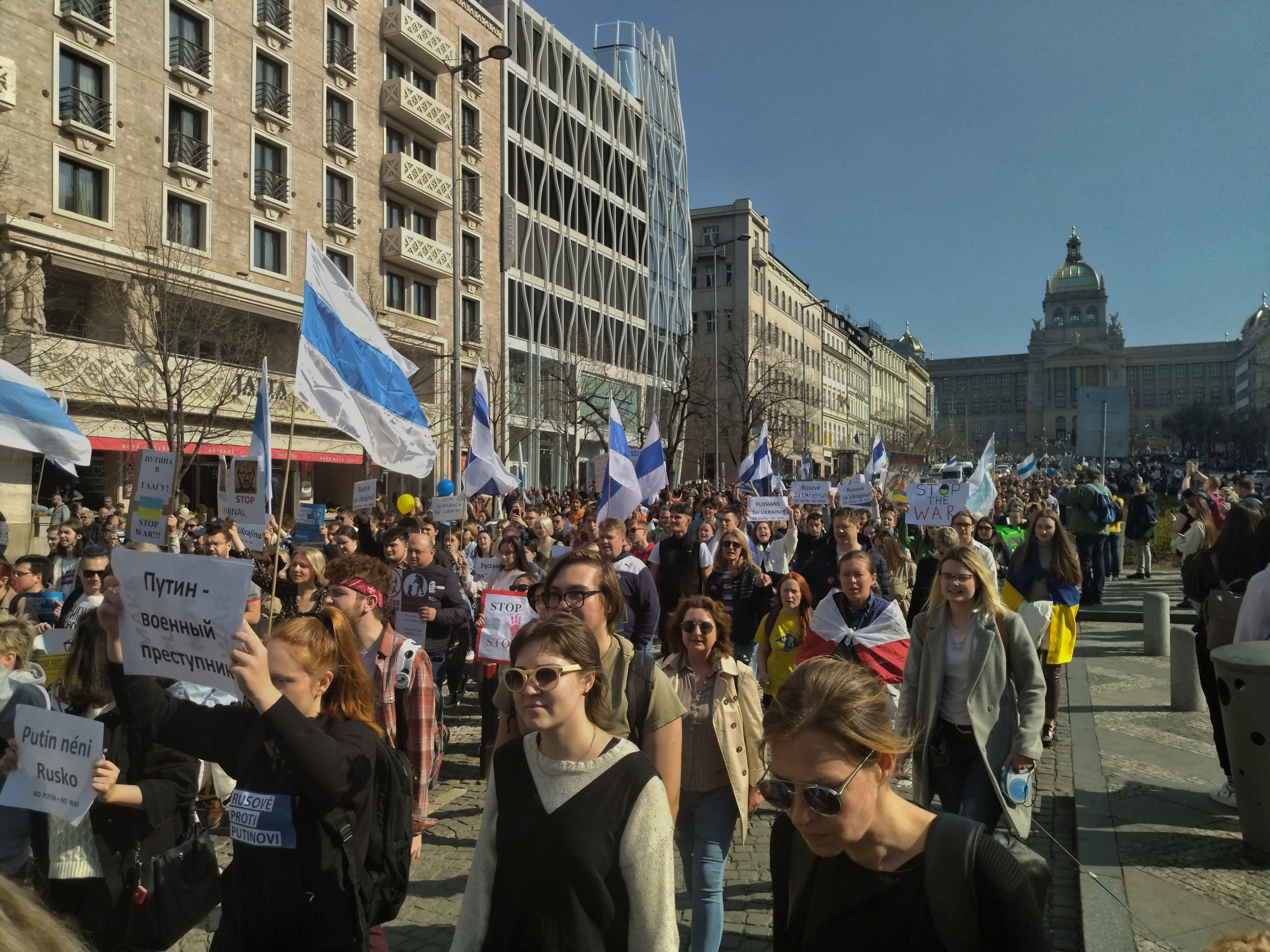
チェコ在住のロシア人によるウクライナ戦争への抗議行動（2022年3月26日）

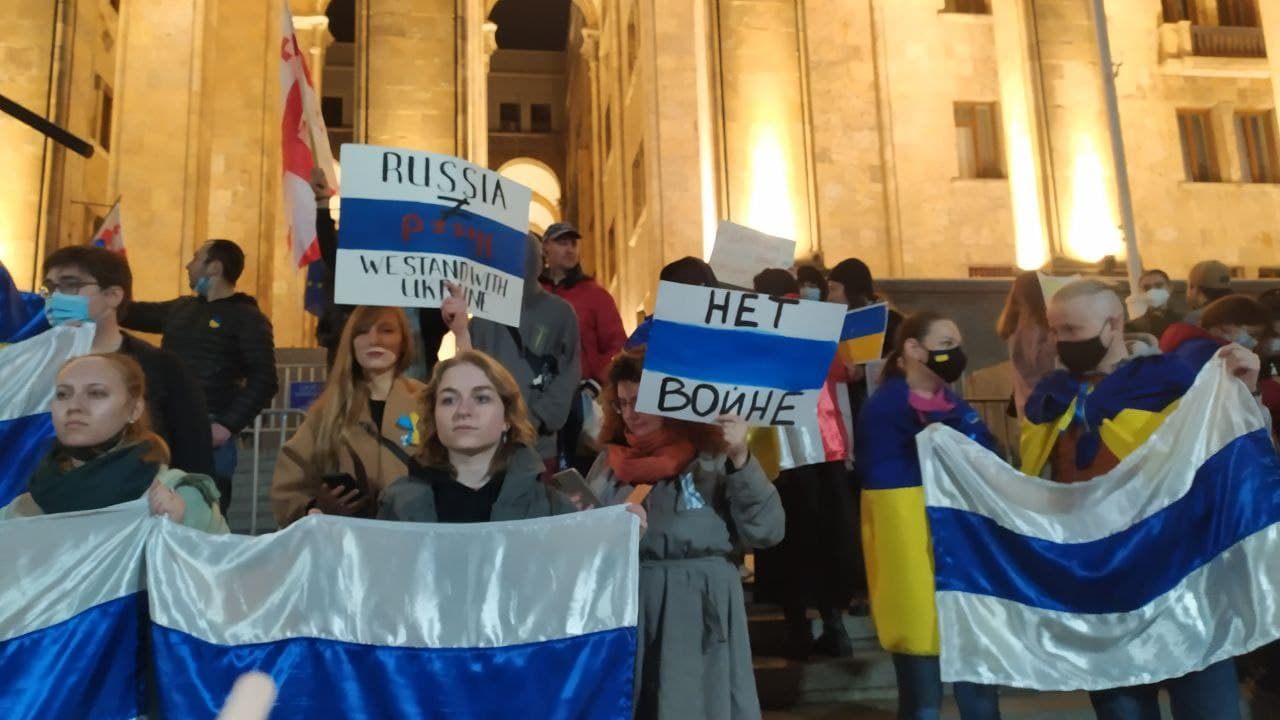
ジョージア・トビリシでの白青白旗（2022年3月2日）

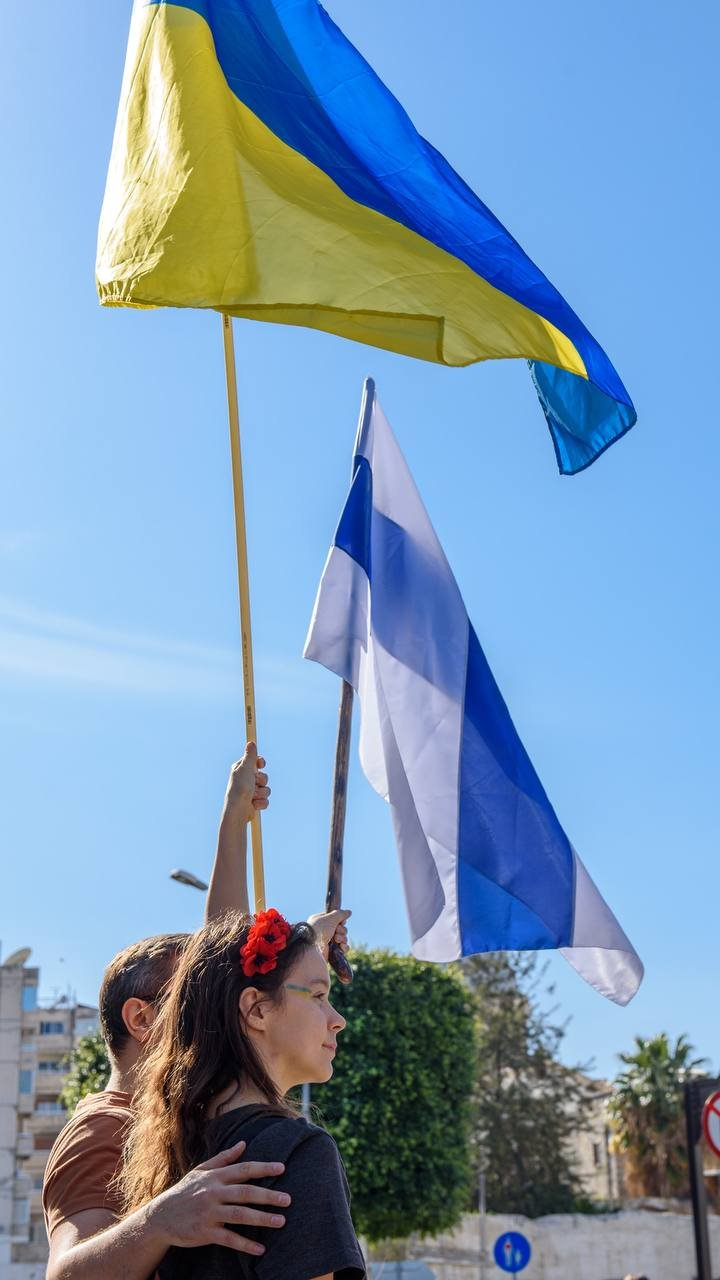
キプロス・リマソールにてウクライナの国旗と共に掲げられる白青白旗（2022年3月5日）

白青白旗（はくせいはくき、ロシア語: бело-сине-белый флаг, tr. belo-sine-bely flag）は、2022年ロシアのウクライナ侵攻に対するロシアでの反戦・抗議運動のシンボルである。「新生ロシア旗」、「新しいロシア国旗」、「新たなロシア国旗」、「新国旗」などと呼ばれることもある。

## 創造と象徴
2000年代初頭には、一部のロシア人（海外在住のロシア人を含む）は、反ソビエトおよび反権威主義の立場を表現するために白青白の旗を使用していた。
2022年2月24日にロシアによるウクライナ侵攻が始まった直後、複数の人々がほぼ同時に、白青白旗のアイデアを自主的に作り出した。ベルリン在住のユーザーエクスペリエンス(UX)デザイナー、カイ・カトニナ、ロシア在住のペンネーム「フィッシュ・サウンズ（Звуки Рыб）」、あるいは「AssezJeune（訳：十分に若い）」として知られるアートディレクターらによってこの旗が作られたとされる。
ロシアの国旗の赤いストライプを白に替えた理由のひとつは、「血と暴力」との関連性を取り除くことである。旗の制作者の一人である AssezJeune は、次のように述べている。「現代のロシア国旗の赤は、血だけでなく、その軍事力や権威主義の強さを連想させる。つまり、これは単なる血の除去ではなく、最も重要なことは、軍国主義や暴力のカルトを除去することなのだ。白青赤旗は、ツァーリズム・ロシアによって導入された歴史的な権威主義の旗である。これは、ロシア帝国の核である軍国主義とも関連している」。
この旗は2022年2月28日にソーシャルメディアネットワークで初めて使用され、反対勢力に広く受け入れられた。
この旗を使用している活動家によれば、これは平和と思想の自由のための闘いを象徴している。
2020年-2021年ベラルーシ反政府デモで広く使用されたベラルーシの白赤白旗との類似や、ノヴゴロド公国政府が民主的な統治を展開していたことに定評があるノヴゴロドの旗との類似も、この旗の使用への動機づけとして考えられている。中央の青いストライプは、1991年から1993年にかけて使用された、ボリス・エリツィン政権下のロシアの国旗に近い色合いである。また、十字の垂直部分を除いたフィンランド国旗にも類似している。

## 反戦運動での使用
ジョージアのトビリシをはじめ、ドイツ、ブルガリア、キプロス、 ロシアのエカテリンブルク、チェコのプラハで反戦抗議デモに使用された。
特定の団体に採用されたわけではないが、この旗はロシア・ウクライナ戦争に反対する抗議者の間で広く支持されており、多言語で説明する公式サイトも存在する。

## ウクライナ国内での使用
「無法プーチン政権と戦う」としてロシア軍の部隊を離反し、ウクライナ側として戦う自由ロシア軍 «Свобода России» の部隊の兵士が袖章として、この白青白旗を掲げている。この自由ロシア軍の中には、ロシア国内やベラルーシ国内の反体制派も所属しており、鉄道施設を爆破するなどのサボタージュ活動を行っている。

## 配色
| カラーモデル | 白            | 青          | 白            |
| ------------ | ------------- | ----------- | ------------- |
| CMYK         | 0.0.0.0       | 100.41.5.0  | 0.0.0.0       |
| RGB          | (255,255,255) | (0,131,214) | (255,255,255) |
| Hex          | #FFFFFF       | #0083D6     | #FFFFFF       |